# 派特勒科費爾山脈

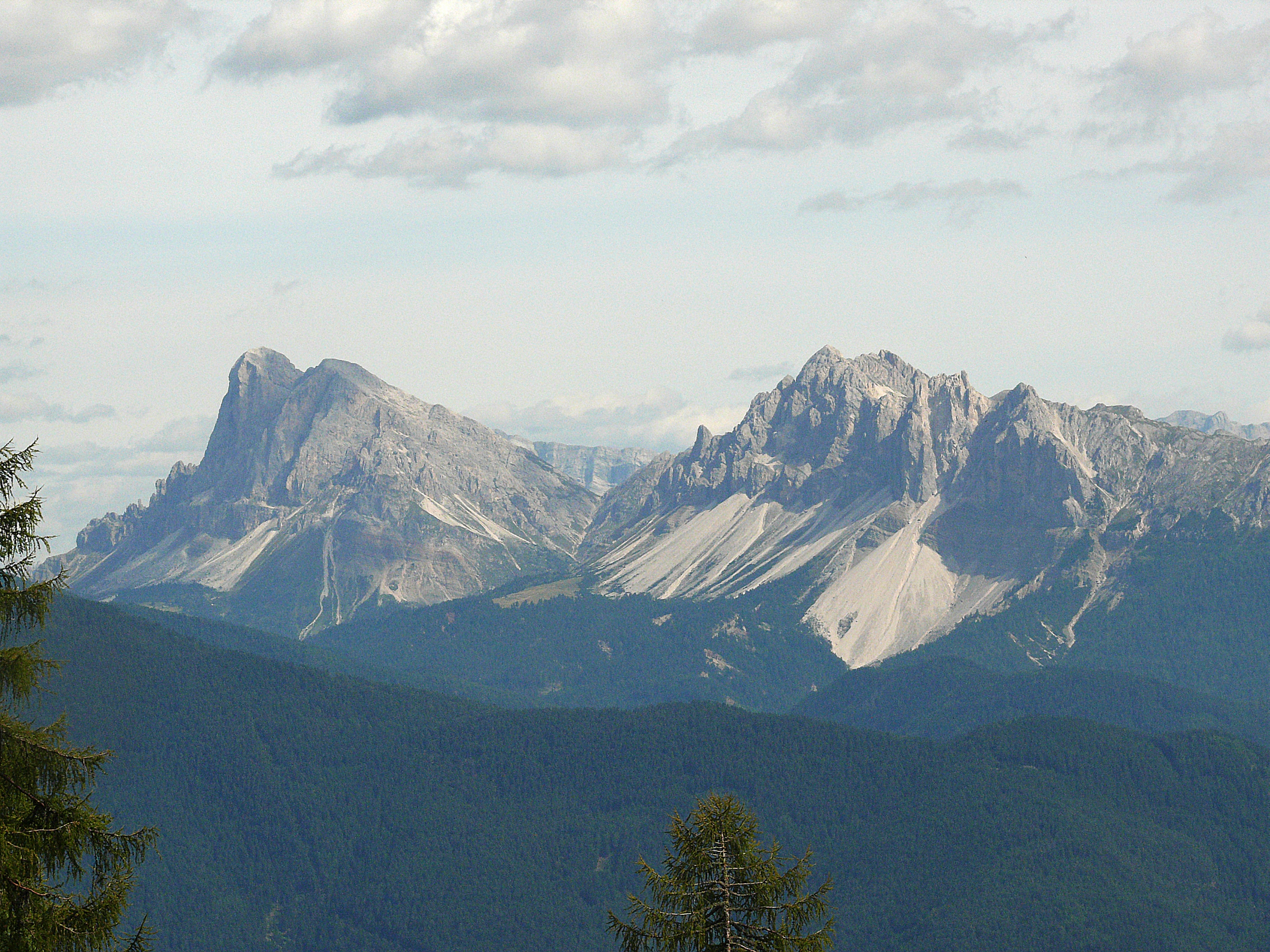

46°39′01″N 11°48′15″E / 46.65032°N 11.804123°E
派特勒科費爾山脈（義大利語：Peitlerkofelgruppe），是意大利的山脈，位於該國東北部，由博爾扎諾-南蒂羅爾自治省負責管轄，屬於多洛米蒂山的一部分，最高點派特勒科費爾山海拔高度2,875米。